# Tim Curry
Timothy James Curry (Grappenhall (Cheshire), 19 april 1946) is een Engels acteur, zanger, componist, stemacteur en muzikant. Hij won in 1991 een Daytime Emmy Award voor zijn (stem)rol als Captain Hook in de tekenfilmserie Peter Pan and the Pirates.
Curry werd bij het grootste publiek bekend door zijn baanbrekende rol als Frank N. Furter in de cultfilm The Rocky Horror Picture Show uit 1975, later voor zijn rol als Wadsworth in de film Clue, en als Pennywise the Dancing Clown in de horrorfilm It van Stephen King. Hij creëerde ook de rol van King Arthur in the Broadwaymusical Monty Python's Spamalot. Deze rol vertolkte hij tevens bij de opening van deze musical in Londen.
Curry is de zoon van James en Patricia Curry. Zijn ouders waren erg gelovig en Curry werd naar een kostschool gestuurd. In 1978 kwam zijn eerste album uit: Read my Lips. In 1979 volgde hij dit op met Fearless en in 1981 verscheen vervolgens Simplicity. Daarna richtte Curry zich volledig op zijn acteercarrière. Hij speelde sindsdien in meer dan honderd films en series.
Begin jaren 90 was Curry een van de eerste bekende Hollywood-acteurs die zijn stem leende aan een personage in een computerspel. Hij verzorgde de stem van de hoofdpersoon in delen 1 en 3 van de Gabriël Knight-serie. Naast Curry, leenden ook Mark Hamill (vooral bekend als Luke Skywalker) en Leah Remini hun stem.
De combinatie van hoge wenkbrauwen, plastieke glimlach en een overdreven uitgesproken intonatie in zijn woorden heeft ervoor gezorgd dat Curry een favoriete slechterik is geworden in films en series.
Sinds 2013 moet Curry met een rolstoel door het leven, na een beroerte.

## Filmografie
- The Rocky Horror Picture Show: Let's Do the Time Warp Again (2016) - Criminoloog[2]
- Star Wars: The Clone Wars animatieserie - Keizer Palpatine / Darth Sidious (2012-2014, stem)
- Professor Layton and the last specter (2011) (stem) - Jean Descole (game)
- Sammy's Adventures: The Secret Passage (2010) (stem) - Fluffy
- Burke and Hare (film) (2010) - Doctor Monro
- Criminal minds: The longest Night (televisieserie) (2010) - Billy Flynn 'The Prince of Darkness'
- Criminal minds: Our Darkest Hour (televisieserie) (2010) - Billy Flynn 'The Prince of Darkness'
- Command & Conquer: Red Alert 3 (videogame) - Premier Cherdenko (2008)
- The Colour of Magic (2008) - Trymon
- The Secret of Moonacre (2008) - Coeur de Noir / Sir William de Noir
- Fly Me to the Moon (2007) (stem)
- Barbie in the Nutcracker (2001) (stem) - Muizenkoning
- Scary Movie 2 (2001) Professor Oldman
- Attila the Hun (miniserie, 2001) - Theodosius II
- Wolf Girl (2001) Harley Dune
- Charlies Angels (2000) Roger Corwin
- Rude Awakening (1999-2000)
- Where on Earth is Carmen Sandiego? televisieserie - Maelstrom (Afl. onbekend, 1994-1998)
- Aaahh!!! Real Monsters televisieserie - Zimbo (Afl. onbekend, 1994-1998, voice-over)
- Stories from My Childhood televisieserie - Rol onbekend (Afl., The Tale of the Crimson Flower, 1998)
- Doom Runners (televisiefilm, 1997) - Dr. Kao
- Teen Angel televisieserie - The Bullfrog (Afl., Jeremiah Was a Bullfrog, 1997)
- Beauty and the Beast: The Enchanted Christmas (Video, 1997) - Forte (voice-over)
- Over the Top televisieserie - Simon Ferguson (Afl. onbekend, 1997)
- Duckman: Private Dick/Family Man televisieserie - Verschillende rollen (10 afl., 1994-1997)
- Lexx: The Dark Zone (miniserie, 1997) - Poëet
- McHale's Navy (1997) - Maj. Vladikov
- Freakazoid! televisieserie - Dr. Mystico (Afl., Island of Dr. Mystico, 1997)
- The Blues Brothers Animated Series televisieserie - Rector Interest (Afl., Don't Know Much About History, 1997)
- The Blues Brothers Animated Series televisieserie - Don Kennedy (Afl., Gigolo Jake, 1997)
- A Christmas Carol (1997) - Ebenezer Scrooge (voice-over)
- Duckman (Videogame, 1997) - George Herbert Walker 'King' Chicken (voice-over)
- Quack Pack televisieserie - Moltoc (Afl. onbekend, 1996-1997)
- Bruno the Kid televisieserie - Lazlo Gigahurtz (voice-over, 1996-1997)
- Mighty Ducks televisieserie - Lord Dragaunus (Afl. onbekend, 1996-1997)
- Titanic (televisiefilm, 1996) - Simon Doonan
- Adventures from the Book of Virtues televisieserie - Rol onbekend (Afl., Courage, 1996, voice-over)
- Voltron: The Third Dimension televisieserie - rol: Prins Lotor en Koning Alfor (1996)
- Lover's Knot (1996) - Cupid's Caseworker
- Gargoyles televisieserie - Dr. Anton Sevarius (4 afl., 2 keer 1995, 2 keer 1996, voice-over)
- Muppet Treasure Island (1996) - Long John Silver
- The Naked Truth televisieserie - Sir Rudolph Hailey (2 afl., 1995, 1996)
- Gargoyles: The Goliath Chronicles televisieserie - Dr. Sevarius (Afl., Genesis Undone, 1996)
- Toonstruck (Videogame, 1996) - Graaf Nefarious (Voice-over)
- Bruno the Kid: The Animated Movie (Video, 1996) - Lazlo Gigahurtz (voice-over)
- Frankenstein: Through the Eyes of the Monster (Videogame, 1996) - Dr. Frankenstein
- The Story of Santa Claus (televisiefilm, 1996) - Nostros, de oudste elf
- The Mask: The Animated Series televisieserie - Pretorius (Afl., You Oughta Be in Pictures, 1996|Goin' for the Green, 1996)
- Muppets Treasure Island (Videogame, 1996) - Long John Silver (voice-over)
- Congo (1995) - Herkermer Homolka
- The Pebble and the Penguin (1995) - Drake (voice-over)
- Aladdin televisieserie - Amok Mon-Ra e.a. (afl. onbekend, 1994-1995)
- Daisy-Head Mayzie (televisiefilm, 1995) - Finagle
- Earth 2 televisieserie - Gaal (4 afl., 1994)
- Mighty Max televisieserie - Nemo (Afl., Around the World in Eighty Arms, 1994, voice-over)
- Mighty Max televisieserie - Skullmaster (11 afl., 1993-1994, voice-over)
- Sonic the Hedgehog televisieserie - King Maximillion Acorn (Afl., Cry of the Wolf, 1994)
- Sonic the Hedgehog televisieserie - Time Stone Keeper (Afl., Blast to the Past: Part 1, 1994)
- Superhuman Samurai Syber-Squad televisieserie - Kilokahn (Afl. onbekend, 1994)
- Dinosaurs televisieserie - Verschillende rollen (6 afl., 1992-1994, voice-over)
- The Shadow (1994) - Farley Claymore
- Wing Commander III: Heart of the Tiger (Videogame, 1994) - Melek (Voice-over)
- Extra Terrorestrial Alien Encounter (1994) - S.I.R. aka Simulated Intelligence Robotics (Voice-over)
- Animated Stories from the Bible: Music Video - Volume 1 (Video, 1994) - God (Voice-over)
- Eek! The Cat televisieserie - Verteller (Afl., It's a Very Merry Eek's-Mas, 1993)
- Gabriel Knight: Sins of the Fathers (Videogame, 1993) - Gabriel Knight/Gedde Butler (Voice-over)
- The Three Musketeers (1993) - Kardinaal Richelieu
- Tales from the Crypt televisieserie - Ma, Pa & Winona Brackett (Afl., Death of Some Salesmen, 1993)
- The Pirates of Dark Water televisieserie - Konk (21 afl., 1991-1993, voice-over)
- Roseanne televisieserie - Roger (Afl., Promises, Promises, 1993|Glengarry, Glen Rosey, 1993)
- Loaded Weapon 1 (1993) - Mr. Jigsaw
- Wild West C.O.W.-Boys of Moo Mesa televisieserie - Rol onbekend (26 afl., 1992-1993, voice-over)
- Tom and Jerry Kids Show televisieserie - Additionele stemmen (Voice-over, 1990-1993)
- Captain Planet and the Planeteers televisieserie - MAL (Afl. onbekend, 1990-1993)
- The Legend of Prince Valiant televisieserie - Sir Gawain (9 afl., 1991-1993)
- Home Alone 2: Lost in New York (1992) - Mr. Hector, conciërge van het hotel
- The Little Mermaid televisieserie - The Evil Manta (Afl., The Evil Manta, 1992, voice-over)
- Batman televisieserie - Handlanger (Afl., Fear of Victory, 1992, voice-over)
- Passed Away (1992) - Boyd Pinter
- FernGully: The Last Rainforest (1992) - Hexxus (voice-over)
- Fish Police televisieserie - Sharkster (voice-over, 1992)
- Capitol Critters televisieserie - Additionele stemmen (voice-over, afl. onbekend, 1992)
- Defenders of Dynatron City (televisiefilm, 1992) - Atom Ed, the Floating Head (voice-over)
- Steadfast Tin Soldier (televisiefilm, 1992) - Jack-in-the-Box (voice-over)
- Darkwing Duck televisieserie - Taurus Bulba (Afl., Darkly Dawns the Duck: Part 1, 1991)
- Big Deals (televisiefilm, 1991) - Christopher Nissell
- Oscar (1991) - Dr. Thornton Poole
- Gravedale High televisieserie - Mr. Tutner (voice-over, 1990-1991)
- IT (televisiefilm, 1990) - Robert 'Bob' Gray/Pennywise the Dancing Clown/It
- Tiny Toon Adventures televisieserie - Prince Charles (Afl., Europe in 30 Minutes, 1990, voice-over)
- The Adventures of Don Coyote and Sancho Panda televisieserie - Additionele stemmen (voice-over, 1990)
- TaleSpin televisieserie - Thaddeos E. Klang (Afl., For Whom the Bell Klangs: Part 1, 1990, voice-over)
- The Hunt for Red October (1990) - Dr. Petrov
- Peter Pan and the Pirates televisieserie - Captain James T. Hook (voice-over, 1990)
- The Marzipan Pig (Video, 1990) - Verteller (voice-over, 1990)
- The Wall: Live in Berlin (televisiefilm, 1990) - De aanklager
- The Little Mermaid (1989) - Additionele stemmen (voice-over, onvermeld)
- Wiseguy televisieserie - Winston Newquay (6 afl., 1989)
- The Tracey Ullman Show televisieserie - Ian Miles (Afl., Rock on the Block, 1989)
- Long Ago and Far Away televisieserie - Ablard 'Abel' Hassan de Chirico Flint (Afl., Abel's Island, 1989, voice-over)
- The Easter Story (Video, 1989) - Rol onbekend (voice-over)
- Pass the Ammo (1988) - Rev. Ray Porter
- Abel's Island (Video, 1988) - Ablard 'Abel' Hassan de Chirico Flint
- The Worst Witch (televisiefilm, 1986) - Hoofdtovenaar
- Dot and Keeto (1986) - Mantis (onvermeld)
- Clue (1985) - Wadsworth
- Legend (1985) - The Lord of Darkness
- Ligmalion: A Musical for the 80s (televisiefilm, 1985) - Eden Rothwell Esq.
- The Ploughman's Lunch (1983) - Jeremy Hancock
- Video Stars (televisiefilm, 1983) - Teddy Whazz
- Annie (1982) - Rooster Hannigan
- Oliver Twist (televisiefilm, 1982) - Bill Sikes
- Blue Money (televisiefilm, 1982) - Larry Gormley
- Lights, Camera, Annie! (televisiefilm, 1982) - Rooster Hannigan
- Saturday Night Live televisieserie - Presentator (Episode 7.7, 1981)
- Times Square (1980) - Johnny LaGuardia
- The Shout (1978) - Robert Graves
- Life of Shakespeare (miniserie, 1978) - William Shakespeare
- Rock Follies of '77 televisieserie - Stevie Streeter (Afl., The Band Who Wouldn't Die, 1977)
- Play for Today televisieserie - Rol onbekend (Afl., The Jumping Bean Bag, 1976)
- Three Men in a Boat (televisiefilm, 1975) - Jerome K. Jerome
- The Rocky Horror Picture Show (1975) - Dr. Frank-N-Furter
- Play for Today televisieserie - Glen (Afl., Schmoedipus, 1974)
- The Duchess of Malfi (televisiefilm, 1972) - Gestoorde man
- Napoleon and Love (miniserie, 1972) - Eugene
- Saturday Night Theatre televisieserie - Jonge man (Afl., The Policeman and the Cook, 1970)
- Ace of Wands televisieserie - Kassier (Afl., Now You See It, Now You Don't: Part 1, 1970)
- Sinking Fish Move Sideways (televisiefilm, 1968) - Ober in trein